# Klebér Saarenpää
Klebér Saarenpää, né le 14 décembre 1975 à Uppsala (Suède), est un footballeur suédois, qui évoluait au poste de défenseur et en équipe de Suède.
Saarenpää n'a marqué aucun but lors de ses onze sélections avec l'équipe de Suède entre 2000 et 2001.

## Palmarès

### En équipe nationale
- 11 sélections et 0 but avec l'équipe de Suède entre 2000 et 2001.

### Avec l'AaB Ålborg
- Finaliste de la Coupe du Danemark de football en 2004.